# Narumi Miura
Narumi Miura (三浦 成美, 3 de juliol de 1997) és una futbolista japonesa.

## Selecció del Japó
Va debutar amb la selecció del Japó el 2018. Va disputar 5 partits amb la selecció del Japó. Ha disputat Copa del Món de 2019.

## Estadístiques
| Selecció del Japó | Selecció del Japó | Selecció del Japó |
| Anys              | Partits           | Gols              |
| ----------------- | ----------------- | ----------------- |
| 2018              | 5                 | 0                 |
| Total             | 5                 | 0                 |